# Lycoperdon microspermum
Lycoperdon microspermum är en svampart som beskrevs av Berk. 1851. Lycoperdon microspermum ingår i släktet Lycoperdon och familjen Agaricaceae.   Inga underarter finns listade i Catalogue of Life.